# Fairtrade Österreich
Fairtrade Österreich (voller Name: Verein zur Förderung des fairen Handels mit den Ländern des Südens) ist ein 1993 gegründeter gemeinnütziger Verein mit Sitz in Wien. Er vergibt das Fairtrade-Siegel für den Fairen Handel in Österreich.

## Ziele und Aufgaben
Das übergeordnete Ziel von Fairtrade Österreich ist ein entwicklungspolitisches: die Minderung von Armut in Asien, Lateinamerika und Afrika. Kleinbauern und Plantagenarbeiter sowie ihre Familien und Gemeinden sollen gefördert und ihre Lebens- und Arbeitsbedingungen nachhaltig verbessert werden.
Fairtrade Österreich vergibt an Importeure, Verarbeitungsbetriebe und Händler, die die Fairtrade-Standards erfüllen, das Recht, das Fairtrade-Siegel für ihre Produkte zu nutzen. Daneben gehören zu den Aufgaben von Fairtrade auch Marketing und Öffentlichkeitsarbeit für Fairtrade-Produkte. Um die Anliegen von Kleinbauernfamilien oder Arbeitern auf Plantagen im globalen Süden ins Zentrum der gesellschaftlichen und politischen Aufmerksamkeit zu rücken, sieht Fairtrade seine Aufgaben darin, Ansprechpartner in der Politik, in Gemeinden, in Handels- und Wirtschaftsverbänden, Nichtregierungsorganisationen und Umweltvereinigungen sowie UN-Organisationen zu informieren und in einem Netzwerk zu verbinden.
Schließlich wirkt Fairtrade Österreich als nationale Fairtrade-Organisation auch am Dachverband Fairtrade International mit, welche die Fairtrade-Standards setzt (siehe Organisation). Weder Fairtrade Österreich noch Fairtrade International betreiben selbst Handel.

## Geschichte
Der Verein wurde 1993 von mehreren Organisationen unter dem Namen Transfair Österreich gegründet. Nach eigener Darstellung waren darunter alle wichtigen österreichischen Organisationen des Fairen Handels und Gewerkschaftsvertreter. Mit der Gründung des Dachverbandes FLO 1997 (heute: Fairtrade International) trat Fairtrade Österreich dem Dachverband bei. Anfang 2003 wurde Transfair in Fairtrade umbenannt. Im selben Jahr wurde gemeinsam mit zahlreichen Nichtregierungsorganisationen das Jahr der Fairness ausgerufen. Im Jahr 2011 wurde die weltweit tausendste Fair-Trade-Stadt ausgezeichnet. Im Jahr 2014 wurde die globale Kampagne Fairtrade Schools in Österreich gestartet. Im Jahr 2016 gab der Verein bekannt, erstmals in Österreich Fairtrade-Awards verleihen zu wollen.

## Organisation
Mitglieder des Vereins sind über 20 Organisationen aus den Bereichen Entwicklungspolitik, Kirche, Umwelt, Verbraucherschutz, Frauen, Bildung und Soziales, darunter  Caritas Österreich, Volkshilfe Österreich, Global 2000 oder die Bundesjugendvertretung.
In der Geschäftsstelle des Vereins arbeiteten im Jahr 2019 ca. 20 angestellte und freie Mitarbeiter, als Geschäftsführer fungiert Hartwig Kirner. Ehrenamtliche Mitarbeiter sollen den Verein bei der Öffentlichkeitsarbeit, zum Beispiel bei Verkostungen oder Infoständen, unterstützen.
International ist Fairtrade Österreich mit  20 weiteren nationalen Fairtrade Organisationen und Fairtrade Marketing Organisationen sowie drei Produzentennetzwerken (Stand 2019) in der Dachorganisation Fairtrade Labelling Organizations International e.V. (Fairtrade International) zusammengeschlossen. Fairtrade International setzt für seine Mitgliedsorganisationen international gültige Fairtrade-Standards und berät Produzentenorganisationen. Er legt, als Teil der Standards, auch die Höhe der Mindestpreise und Fairtrade-Prämie fest, die vom Handel an Produzentenorganisationen gezahlt werden. Für die Zertifizierung und Kontrolle der am Fairtrade-System beteiligten Organisationen ist die FLO-Cert GmbH international zuständig.

## Fairtrade-Lizenzierung
Händler zahlen dem Verein eine Lizenzgebühr für die Nutzung des Fairtrade-Siegels. Diese Gebühr wird zusätzlich zu den an die Produzenten gezahlten Produktpreisen und der Fairtrade-Prämie gezahlt. Die Höhe der Lizenzgebühr hängt vom Produkt ab und wird pro Gewichtseinheit oder als Anteil vom Verkaufspreis erhoben.
Produkte mit dem Fairtrade-Siegel sind in Österreich in mehr als 5000 Verkaufsstellen sowie in 1.900 Cafés, Bäckereien, Hotels, Restaurants und Kantinen erhältlich. Über 2.000 Produkte mit dem FAIRTRADE-Siegel von ca. 125 lizenzierten Partnerunternehmen sind verfügbar (Stand Mai 2019).
Werden bei der Verarbeitung konventionelle und fair produzierte Rohstoffe vermischt, werden die Produkte mit dem Zusatz «mit Mengenausgleich» vermarktet.

## Finanzierung
Der Verein finanziert seine Arbeit zum weitaus größten Teil über Lizenzeinnahmen für das von ihm vergebene Fairtrade-Siegel, im Jahr 2019 etwa 2,6 Mio. Euro bei knapp 3 Mio. Euro Gesamteinnahmen. Hinzu kommen Mittel aus Förderungen und Sponsoring (2019: 0,1 Mio. Euro). Die übrigen Einnahmequellen, etwa Förderungen der Bundesländer, Mitgliedsbeiträge, Sponsorengelder, spielen nur eine untergeordnete Rolle.
Der größte Teil der Einnahmen fließt in den Posten "Öffentlichkeitsarbeit" (2019: 0,95 Mio. Euro). 0,92 Mio. Euro (2019) werden für internationale Beiträge aufgewendet.

## Wirkungen
Produkte mit dem Fairtrade-Siegel brachten 2019 in Österreich einen Umsatz von ca. 351 Mio. Euro. Die wichtigsten Produktkategorien sind Rohkaffee (2019: 4.621 Tonnen), Kakaobohnen (2019: 3.423 Tonnen) und Bananen (2019: 31.535 Tonnen).
Für die Produzenten sollen die Fairtrade-Standards wirtschaftliche Wirkungen sowohl durch Preisvorteile aufgrund der garantierten Mindestpreise und Fairtrade-Prämie, als auch durch Preisstabilität, langfristige Lieferbeziehungen und Möglichkeiten zur Vorfinanzierung erzielt werden. Des Weiteren sollen die Lebensbedingungen der Bauern und Landarbeiter durch ökologische und soziale Standards verbessert werden.
Im Jahr 2019 erzielten die Produzentenorganisationen durch den Verkauf von Fairtrade-zertifizierten Produkten in Österreich, Direkteinnahmen von mehr als 53 Mio. USD.